# Zinkgluconat
Zinkgluconat ist eine chemische Verbindung und stellt das Zinksalz der Gluconsäure dar.

## Gewinnung und Darstellung
Zinkgluconat kann durch Reaktion von Gluconsäure mit Zinkoxid und Zinkacetat gewonnen werden.

## Eigenschaften
Zinkgluconat ist ein weißer geruchloser Feststoff, der löslich in Wasser ist. Es kommt in mehreren Hydratformen bis zum Trihydrat vor.

## Verwendung
Als Zinkverbindung wird Zinkgluconat zur Vorbeugung gegen oder Behandlung von Zinkmangelzuständen verwendet. Die WHO empfiehlt eine Zinksupplementierung als ergänzende Maßnahme in der Behandlung einer durch Durchfall entstandenen Dehydratation mit oraler Rehydrationslösung (ORS). Gesundheitsbezogen werden Zinkverbindungen wie Zinkgluconat auch in der Vorbeugung gegen oder Behandlung von Erkältungskrankheiten verwendet. Für Zink in Nahrungsergänzungsmitteln hat die Europäische Behörde für Lebensmittelsicherheit (EFSA) die gesundheitsbezogene Angabe „trägt zu einer normalen Funktion des Immunsystems (körperliche Abwehr) bei“ genehmigt.
In zwei Placebo-kontrollierten Doppelblindstudien konnte gezeigt werden, dass eine Einnahme von Zinkgluconat-Lutschtabletten die Schwere von Erkältungssymptomen um ca. 40 Prozent vermindert und ihre Dauer um drei bis vier Tage verkürzt, was jedoch mit verschiedenen Nebenwirkungen verbunden sein kann. Dabei wurde in der Sherif-B.-Mossad-Studie während der Wachzeit alle zwei Stunden Zinkgluconat-Lutschtabletten mit 13,3 mg Zinkgehalt eingenommen, was einer täglichen Einnahme von max. 7–8 Lutschtabletten entsprach. Der empfohlene Tolerable Upper Intake Level der Europäischen Behörde für Lebensmittelsicherheit liegt bei 25 mg Zink pro Tag; wegen eventueller Immunschwächung vermied die Studie Zinkdosen größer als 150 mg pro Tag.
Das indische Institute of Medical Education and Research konnte bei einer für die Cochrane Collaboration durchgeführten Auswertung (Metaanalyse) von insgesamt 15 publizierten klinischen Studien zur Behandlung bzw. Prävention von Erkältungskrankheiten mit Zink eine mildernde und die Krankheitsdauer verkürzende Wirkung feststellen. Laut einer 1998 veröffentlichten Studie wies Zinkgluconat in Form von Lutschpastillen keine signifikanten positiven Effekte hinsichtlich der Erkältungsdauer bei Kindern und Jugendlichen auf. Bei Erwachsenen berichteten fünf von zehn Studien über positive Wirkungen einer Zinkgabe bei Erkältungen, einem schnelleren Abklingen der Krankheitssymptome. In den anderen fünf Studien wurde hingegen keine Wirksamkeit festgestellt. In einer kontrollierten Studie hatte intranasal verabreichtes Zinkglukonat keinen Einfluss auf Schwere oder Dauer von Erkältungssymptomen, die im Zuge von Infektionen mit Rhinoviren auftraten. Nach der intranasalen Anwendung von Zinkgluconat wurde in einzelnen Fällen ein bleibender Verlust des Geruchssinns (Anosmie) berichtet.